# 慶長伊予地震
慶長伊予地震（けいちょういよじしん）は、1596年9月1日（文禄5年閏7月9日戌刻）頃の夜に伊予国（現在の愛媛県）で発生したと仮定される地震である。慶長伊予国地震とも呼ばれる。

## 概要
中央構造線断層帯の川上断層セグメント（岡村断層・石鎚断層・川上断層・北方断層・重信断層・伊予断層）のトレンチ調査で確認されている最新の断層活動の有力候補とされる地震である。また、これらの断層の東方延長の池田断層・父尾断層も同時期（16世紀）に活動したという調査結果があるが、これを否定する見解もある。断層の長さから推定される地震の規模はマグニチュード7前後であるが、被害記録は限られており正確な規模は不明である。
3日後の1596年9月4日に豊予海峡を挟んで対岸の大分で発生した慶長豊後地震（本地震による連動型地震とされる）と、4日後の1596年9月5日に発生した慶長伏見地震（ともにM7.0規模と推定）を合わせて、中央構造線上及び、その周辺断層帯で発生した一連の地震活動の一つとされる。こうした天変地異の多発によって同年中に文禄から慶長へと改元がなされた。

## 伊予地震単独説と豊後地震と同一地震説
本地震は伊予に及んだ慶長豊後地震の余波と考えられていたものが分離され、単独の地震として仮定されたものである。
慶長豊後地震は1596年9月1日19時頃（文禄5年閏7月9日酉戌刻）に起こったとされる説と、1596年9月4日16時頃（文禄5年閏7月12日申刻）に起こったとされる説がある。
前者の場合は豊後地震の余波として伊予地震も含み、豊後地震が閏7月12日とする後者の場合は閏7月9日を伊予地震とすれば説明がつくとするものである。しかし、豊後地震の史料は閏7月9日とするものは当時の文書が多いが、閏7月12日とするものは後世の編纂物であることが多く、伊予地震はやはり豊後地震と同一地震であり、その一部であるとする説が再び浮上している。

## 被害
- 伊予郡保免村（現松山市保免）の薬師寺の本堂や仁王門が崩壊（『薬師寺大般若経奥書』『伊予温故録』）。
- 周布郡北条村（現西条市北条）の鶴岡八幡宮の宮殿が転倒、宝蔵、神器、記録が地中に没す（『小松邑誌』）。
- 周布郡広江村（現西条市広江）で人家に被害[1]。村宅が湮没したため村民らは今の地に移住した（『小松邑誌』）。
- 板島城（現在の宇和島城郭)で破損。[15]
- 豊後奥浜（沖の浜）が海没、人畜二千余死亡[16]。豊後府中で寺社倒壊、津波[17]。
- 薩摩で大地震[18]。
- 『言経卿記』や『孝亮宿禰日次記』には閏七月九日亥刻に地震があったと記され、京都でも有感であったとされる。しかし『由原宮年代略記』や『大般若波羅蜜多経奥書』など豊後の地震を閏7月9日とする史料も存在し、かつては伊予被害記録も豊後地震の一部とされていた[8][9]。文禄5年の地震による、伊予における被害記録はあまり知られておらず、確認されている記録も限定的なものである[19]。